# Imperialwagen

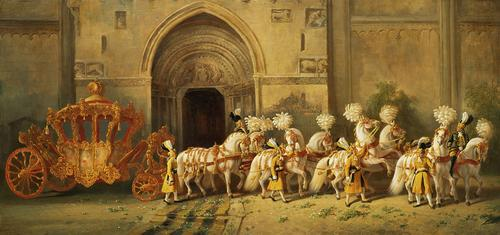
Krönungswagen mit Imperialzug vor dem Riesentor der Stephanskirche in Wien (Gemälde von Prestel um 1848/1850)

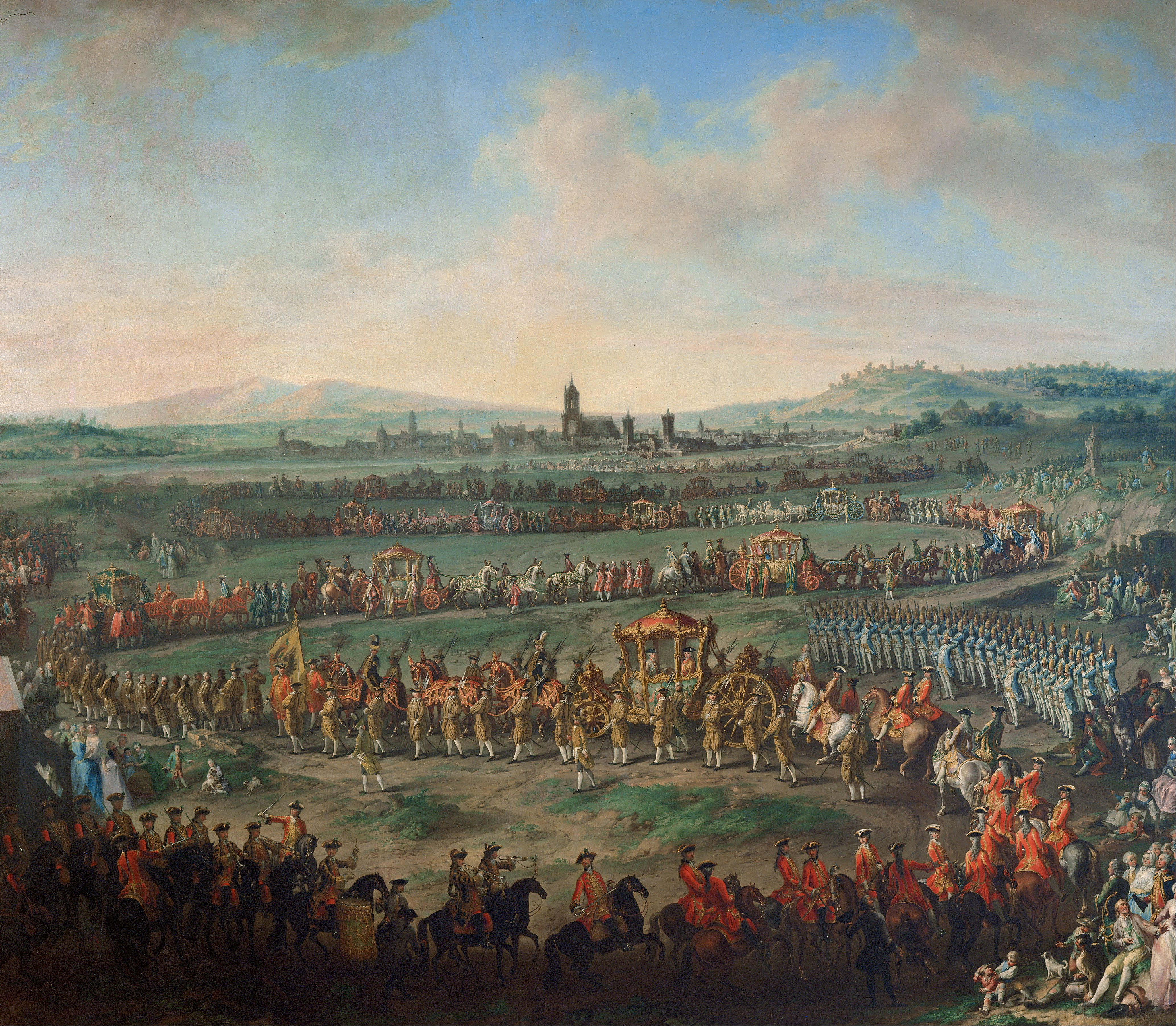
Einzug von Joseph II. zur Krönung in Frankfurt, seine Kutsche ist in der Mitte (Gemälde von van Meytens Schule (?) um 1764)

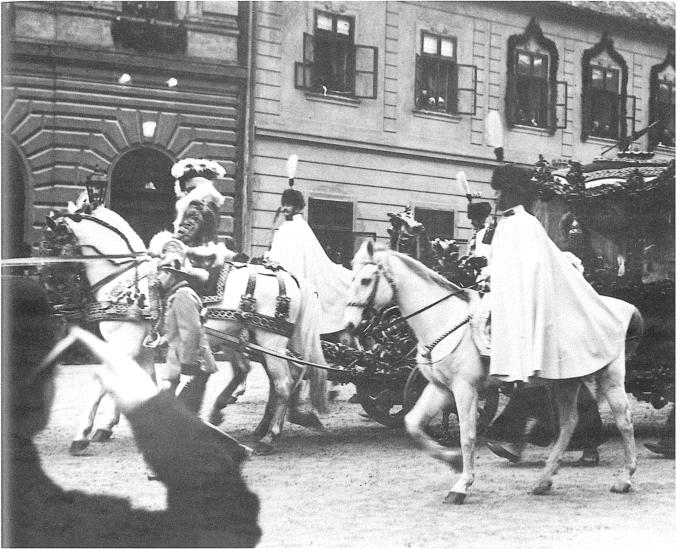
Der Imperialwagen bei der Krönung in Budapest (1916)

Der goldene Imperialwagen war der Krönungswagen des kaiserlichen Hofes in Wien. Die Kutsche wird in der Wagenburg (Inventarnummer W 1) aufbewahrt.

## Geschichte
Verschiedenen Legenden nach sollte der Imperialwagen aus Spanien oder Frankreich stammen. Tatsächlich handelt es sich jedoch um das Werk des Wiener Meisters Franz Xaver Wagenschön. Das Herstellungsjahr ist nicht ganz eindeutig, wahrscheinlich wurde der Wagen zwischen 1735 und 1740 für Kaiser Karl VI. hergestellt. Die Kutsche wurde mehrmals adaptiert. Für die Krönung von Josef II. zum römischen Kaiser in Frankfurt im Jahre 1764 wurde aber vermutlich eine sehr ähnliche Kutsche verwendet, die 1820 als „Trauer-Huldigungswagen“ adaptiert wurde.
Der Imperialwagen kam mehrmals zum Einsatz, etwa 1835 bei der niederösterreichischen Erbhuldigung, 1838 bei der Krönung in Mailand und zuletzt im Rahmen der ungarischen Königskrönung in Budapest 1916.

## Ausstattung
Der Wagen besitzt vier Tonnen Leergewicht. Seine Länge beträgt 6,77 Meter, die Breite 2,12 Meter und die Höhe 3,55 Meter.
Der Imperialwagen wurde als französischer grand carrosse entworfen. Sein Aufbau ist im Barockstil gestaltet, besteht aus Lindenholz und ist mit Blattgold überzogen. Die acht Fenster besitzen Scheiben aus venezianischem Glas. Das Dach ist mit einem großen Modell der österreichischen Kaiserkrone geschmückt. Von den vier Ecken des Wagens hängen goldene Quasten.
Das Interieur ist gepolstert und mit rotem Samt und Seide ausgestattet. Die gemalten Bildtafeln der Kastenfelder an den Seiten sind von Franz Xaver Wagenschön signiert und mit dem Jahr 1763 datiert. Sie zeigen Allegorien der Herrschertugenden, die sich vermutlich auf Kaiserin Maria Theresia, die Tochter von Karl VI. beziehen.
Gezogen wurde der Imperialwagen zunächst von sechs, ab 1851, nach der Erhebung Österreichs zum eigenen Kaisertum, von acht Kladruber Schimmeln. Die großen Räder wurden stets in Extrakoffern verwahrt und zur Schonung erst vor der eigentlichen Zeremonie wieder angebracht. Für andere Fahrten wurden Ersatzräder verwendet. Der Wagen konnte auf Grund seines großen Gewichtes nur in langsamem Tempo gezogen werden. Für die Krönung in Budapest musste der Wagen zerlegt und in Teilen über die Donau transportiert werden.
Der Imperialwagen hatte nach dem Spanischen Hofzeremoniell keinen Kutschbock. Die beiden Kutscher saßen stattdessen auf dem ersten und letzten linksseitigen Pferd. Lakaien, genannt „Mitteljungen“, gekleidet in „Spanischer Livree“, begleiteten den Zug gehend. Die Livreen waren im Habsburger schwarz-gelb aus Samt gefertigt und stellten die höchstrangige Kleidung der Bediensteten des kaiserlichen Obersthofstallmeisteramtes dar. Sie wurden nur bei außerordentlich feierlichen Anlässen getragen.
Die Schimmel trugen ein Brustgeschirr im Rokokostil, reich verziert mit rotem Samt, Goldstickereien, Quasten und Rosetten. Die Pferde trugen auf ihren Köpfen Straußenfedern, die Fiocchen genannt wurden.
Der Imperialwagen war als Symbol gedacht und fungierte als eine Insigne des Kaiserhauses, er repräsentierte den Glanz und die Würde der Monarchie. Nur das Kaiser- und Kronprinzenpaar durfte ihn verwenden. Aus diesem Grund wurde er nur für die allerhöchsten Anlässen verwendet, wie kaiserliche Krönungen, Huldigungen, hohe kirchliche Feste wie Fronleichnam oder für besondere Ereignisse, wie etwa dem Einzug der Kronprinzessin Stephanie in Wien zu ihrer Vermählung mit Kronprinz Rudolf 1881.

## Nachwirkung
Offenbar machte der Imperialwagen Eindruck beim Schah Mohammad Reza Pahlavi. Im Winter 1966 erschien ein iranischer Minister beim Wiener Wagenbauer Josef Klicmann jun. und gab ihm den Auftrag, eine neue Krönungskutsche für den Schah zu bauen.
Josef Klicmanns Vater war jahrelang beim k.u.k. Hoflieferanten Sebastian Armbruster tätig gewesen. Nachdem er sich selbständig gemacht hatte, baute er Fiaker. Sein Sohn führte den Betrieb weiter, hin und wieder reparierte er Kutschen in der Wagenburg.
Klicmann sammelte für den Kutschenbau ein Dutzend Handwerker zusammen. Die Kutsche war am Ende 4,4 Meter lang, 2 Meter breit und 2,5 Meter hoch. Aus Sicherheitsgründen wurde die mit Blattgold überzogene Kutsche gepanzert und wog am Ende drei Tonnen, die von acht Schimmeln gezogen wurden. Klicmann musste die Kutsche in neun Monaten fertigstellen, die Normalherstellungszeit wäre bei zwei Jahren gelegen. Die Kosten beliefen sich auf mehrere Millionen Schilling.